# Jazmín Allende
Jazmín Allende (Mina Clavero, provincia de Córdoba, Argentina, 26 de julio de 2003) es una exfutbolista argentina. Comenzó su carrera en Talleres y luego jugó en UAI Urquiza, donde se retiró tempranamente a la edad de 19 años. 
En su corta carrera, llegó a ser convocada para la Selección Argentina sub-17, donde anotó un gol.
Es considerada una referente y pionera del fútbol femenino en Traslasierra.

## Trayectoria
Allende comenzó a practicar fútbol en su Mina Clavero natal en un equipo de varones. Llegó a Talleres en 2018, club donde jugó dos temporadas del campeonato de Primera A en la Liga Cordobesa. Mientras defendía los colores de las Matadoras fue convocada a la Selección Argentina sub-17, junto con sus compañeras Paulina Gramaglia y Magalí Chavero.
En 2021, partió hacia la Primera División para jugar con UAI Urquiza, donde compartió plantel con Gramaglia, así como también con otras ex-Talleres como Catalina Primo y Catalina Ongaro. Ese año ganó la Copa Federal. Anotó su primer gol en la máxima categoría en 2022, ante Villa San Carlos. Anunció su retiro en enero de 2023.

## Clubes
| Club        | País      | Año       |
| ----------- | --------- | --------- |
| Talleres    | Argentina | 2018-2020 |
| UAI Urquiza | Argentina | 2021-2022 |